# Railway Clearing House
La Railway Clearing House, appelée aussi "British Railway Clearing House" (RCH) est une plate-forme d’échange reliant les compagnies ferroviaires britanniques, créée par la loi en 1842 avec un statut d'association à but non lucratif.

## Histoire
Créée au milieu du XIXe siècle lors de la Railway mania, cette "véritable bourse aux voyages", ancêtre des plate-forme de l'aviation du type "Amadeus", a pour but "d'aplanir toutes les difficultés résultant du morcellement des concessions".
Son rôle consiste à gérer des reversements d'une compagnie à l'autre, dans le cadre de règles acceptées durablement par toutes, pour permettre à un convoi de circuler le long de portions de voies appartenant à des compagnies différentes, sans gêner excessivement les voyageurs et en évitant les retours à vide.
Opérationnelle à partir du 2 janvier 1842, elle permettait aussi de répartir les coûts administratifs entre les lignes déjà construites. Cette structure mutualiste, instituée par le Railway Clearing Act de 1842, a joué un rôle normalisateur. Dès les années 1860, son budget atteignait l'équivalent de 200 millions de francs et elle regroupait 124 compagnies ferroviaires, chacune ayant une voix dans un conseil d'administration se réunissant au moins une fois par trimestre. La présence de dix administrateurs suffisait à régler une affaire. Les statuts du Railway Clearing house prévoyaient jusqu'aux émissions de billets de train permettant de véhiculer gratuitement les électeurs pour se rendre dans les bureaux de vote.
En 1847, le Temps moyen de Greenwich, déjà utilisé en mer pour calculer toutes les longitudes de manière homogène, par rapport au méridien de Greenwich, fut adopté par la Railway Clearing House, puis par la plupart des compagnies ferroviaires dans l’année suivante.